# Philip Miller
Philip Miller, angleški vrtnar in botanik, * 1691, Deptford ali Greenwich pri Londonu, † 18. december 1771, Chelsea, London.
Miller je bil od leta 1721 do 1771 šef vrtnarske službe v parku Chelsea Physic Garden. Napisal je znanstveni publikaciji The Gardener's and Florists Dictionary or a Complete System of Horticulture (1724) in The Gardener's Dictionary containing the Methods of Cultivating and Improving the Kitchen Fruit and Flower Garden (1731).
Opisal in imenoval je številne rastlinske vrste.